# Palmarès del Club Atlético Peñarol
Il palmarès del Club Atlético Peñarol conta 54 campionati uruguaiani (l'ultimo nella stagione 2024), di cui 5 vinti come CURCC, 12 Liguillas, 5 Coppe Libertadores e 3 Coppe Intercontinentali, titoli che rendono il Peñarol la più titolata squadra uruguaiana. Il club è stato incoronato miglior del XX secolo in Sudamerica dall'IFFHS, istituto riconosciuto e autorizzato dalla FIFA, il 17 settembre 2009.
È nel ristretto club delle nove squadre al mondo che siano riuscite a centrare in due occasioni, nel 1961 e nel 1982, il Treble composto dai 3 titoli di campione del proprio paese, del continente e del mondo. Ci sono riuscite anche Santos (1962 e 1963), il classico rivale, Nacional Montevideo (1971 e 1980), Ajax (1972 e 1995), Boca Juniors (2000 e 2003), Manchester United (1999 e 2008), Inter (1965 e 2010) , Barcellona (2009, 2011 e 2015) e Bayern Monaco (2013 e 2020).
Nell'agosto del 2007 è stato invitato in Italia dal Torino per disputare il Trofeo del Centenario, partita celebrativa dei festeggiamenti per i primi cento anni della società granata. Approfittando della trasferta, la squadra ha visitato Pinerolo, dove è stata ricevuta in Comune dal sindaco.

## Competizioni nazionali
- Campionati uruguaiani: 54 (record)

Campionati uruguaiani di AUF: 52
1900, 1901, 1905, 1907, 1911, 1918, 1921, 1928, 1929, 1932, 1935, 1936, 1937, 1938, 1944, 1945, 1949, 1951, 1953, 1954, 1958, 1959, 1960, 1961, 1962, 1964, 1965, 1967, 1968, 1973, 1974, 1975, 1978, 1979, 1981, 1982, 1985, 1986, 1993, 1994, 1995, 1996, 1997, 1999, 2003, 2009-2010, 2012-2013, 2015-2016, 2017, 2018, 2021, 2024
Campionati uruguaiani di FUF: 1
1924
Coppa del Consiglio Provvisorio: 1
1926
- Supercopa Uruguaya: 1

2018

## Competizioni internazionali
- Coppa Libertadores: 5  (record uruguaiano)

1960, 1961, 1966, 1982, 1987
- Coppa Intercontinentale: 3  (record sudamericano condiviso con San Paolo, Nacional e Boca Juniors)

1961, 1966, 1982
- Supercoppa dei Campioni Intercontinentali: 1  (record a pari merito con il Santos)

1969
- Copa de Honor Cousenier: 3

1909, 1911, 1918
- Tie Cup: 1

1916
- Copa Ricardo Aldao: 1

1928
- Copa de Confraternidad Escobar - Gerona: 1

1942

## Competizioni giovanili
- Coppa Libertadores Under-20: 1

2022

## Altri piazzamenti
- Campionato uruguaiano:

Secondo posto: 1902, 1903, 1906, 1909, 1910, 1912, 1914, 1915, 1916, 1917, 1920, 1923 (FUF), 1927, 1933, 1934, 1939, 1941, 1942, 1943, 1946, 1947, 1948, 1950, 1952, 1955, 1956, 1957, 1963, 1966, 1969, 1970, 1971, 1972, 1976, 1977, 1984, 1986, 1988, Apertura 1994, Clausura 1995, Clausura 1997, Apertura 2003, Apertura 2006, Clausura 2007, Clausura 2013, Clausura 2014, Clausura 2016, Apertura 2018, Clausura 2019, Clausura 2023
Terzo posto: 1913, 1919, 1980, 1989, 1990, Apertura 1997, Apertura 1998, 2004, 2005, Clausura 2011, Apertura 2011, Apertura 2014, Apertura 2017, Apertura 2021
- Copa Uruguay:

Semifinalista: 2022, 2023
- Supercopa Uruguaya:

Finalista: 2019, 2025
- Coppa Libertadores:

Finalista: 1962, 1965, 1970, 1983, 2011
Semifinalista: 1963, 1967, 1968, 1969, 1972, 1974, 1976, 1979, 1981, 1985, 2024
- Coppa Intercontinentale:

Finalista: 1960, 1987
- Coppa CONMEBOL:

Finalista: 1993, 1994
- Coppa Sudamericana:

Semifinalista: 2021
- Torneo Internazionale dei Club Campioni:

Semifinalista: 1952
- Supercoppa Sudamericana:

Semifinalista: 1990, 1991
- Coppa Mercosur:

Semifinalista: 1999
- Copa de Confraternidad Escobar - Gerona:

Finalista: 1941, 1946